# An Ngãi Trung
An Ngãi Trung là một xã thuộc tỉnh Vĩnh Long, Việt Nam.

## Địa lý
Xã An Ngãi Trung có vị trí địa lý:
- Phía đông giáp xã Mỹ Chánh Hòa.
- Phía tây giáp xã Hưng Nhượng.
- Phía nam giáp xã An Hiệp và Ba Tri.
- Phía bắc giáp xã Giồng Trôm.

Xã An Ngãi Trung có diện tích 33,87 km², dân số năm 2025 là 28.941 người, mật độ dân số đạt 854 người/km².

## Lịch sử
Ngày 16 tháng 6 năm 2025, Ủy ban Thường vụ Quốc hội ban hành Nghị quyết số 1687/NQ-UBTVQH15 về việc sắp xếp các đơn vị hành chính cấp xã của tỉnh Vĩnh Long năm 2025. Theo đó, sắp xếp toàn bộ diện tích tự nhiên, quy mô dân số của các xã An Ngãi Trung, An Phú Trung và Mỹ Thạnh thành xã mới có tên gọi là xã An Ngãi Trung.
Sau khi sáp nhập, xã An Ngãi Trung có 33,87 km² diện tích tự nhiên và dân số 28.941 người.

## Con người
Nghệ sĩ Mai Thành là người sinh ra tại đây.